# Petrogale mareeba
Petrogale mareeba é uma espécie de marsupial da família Macropodidae.
Endêmica da Austrália, onde é restrita ao noroeste de Queensland.